# Josef Suk (violoniste)
Pour les articles homonymes, voir Josef Suk.
Josef Suk (né le 8 août 1929 à Prague, et mort le 7 juillet 2011 à Prague,) est un violoniste concertiste et chambriste tchèque. 

## Biographie
Josef Suk est le petit-fils du compositeur Josef Suk, et l'arrière-petit-fils d'Antonín Dvořák,. Il travaille en leçons particulières avec Jaroslav Kocian jusqu'en 1950, et entre au Conservatoire de Prague (1945–1951) dans les classes de N. Kubát et K. Šneberg, puis à l'Académie tchèque des arts musicaux, avec Marie Hlouňová et Alexandre Plocek (1951–1953).
Il est membre du Quatuor de Prague en 1950 et 1951 et du Trio Suk, avec le pianiste Jan Panenka et le violoncelliste Josef Chuchro, dès 1951. À partir de 1954, sa carrière de concertiste devient internationale, tant au violon qu'à l'alto, avec lequel, il joue notamment Harold en Italie d'Hector Berlioz. Il a pour partenaire Julius Katchen. En 1972, il fonde l'Orchestre de chambre de Prague, enregistre et en assure la direction artistique.
Il a fréquemment travaillé avec Karel Ančerl, avec qui il a enregistré les concertos de Felix Mendelssohn, Max Bruch, Antonín Dvořák et Alban Berg. Il a créé le premier concerto pour violon de Bohuslav Martinů.
Il jouait successivement sur un Guarnerius del Gesù (Prince d'Orange), un Antonio Stradivari possession de Jan Kubelík (Libon, 1729), le Stradivarius de Váša Přihoda (Composelice, 1710).

## Discographie
- J.S. Bach : Concertos pour violon - Supraphon
- Bach : Sonates pour clavecin et violon
- Beethoven : Concerto pour violon en ré majeur, op.61 ; les 2 romances en sol majeur et fa majeur
- Bartók : Concertos pour violon n° 1 et 2 - Praga
- Berg : Concerto pour violon – Supraphon
- Bartók : Concerto pour violon n° 1 - Supraphon
- Brahms : Concerto pour violon en ré majeur, opus 77- Praga
- Brahms : Trios avec piano et sonates pour violon avec Julius Katchen (piano) et János Starker (violoncelle) – Decca
- Brahms : Double Concerto en la mineur, opus 102, pour violon & violoncelle – Supraphon
- Brahms : Les Sonates pour violon et piano, avec Julius Katchen – Decca
- Bruch : Concerto pour violon n°1 en sol mineur – Supraphon
- Chausson : Concert pour violon, piano et quatuor à corde
- Fauré : Sonate n° 2 pour violon et piano – Supraphon
- Dvořák : Concerto pour violon en la mineur – BBC
- Dvořák : Concerto pour violon en la mineur – Romance - Supraphon
- Dvořák : Quatuors avec piano n° 1 et 2 – Supraphon
- Dvořák : Quatuor opus 51 / sextuor opus 48 - Lotos
- Dvořák : Quintette en mi bémol ; Quintette n° 1 – Denon
- Dvořák : « Chansons que mon arrière-grand-père m’a apprises » – Toccata (2009)
- Dvořák : Trio n° 1 ; Trio n° 2 – Denon
- Dvořák : Œuvres pour violon et piano – Supraphon
- Janacek : Intégrale des œuvres pour violon, violoncelle et piano – Carlton
- Kodály : Musique de chambre – Praga
- Martinu : Sonate pour violon n° 3 ; Stances de Madrigal H.297 – Supraphon
- Concerto pour violon n°2
- Mendelssohn : Concerto pour violon en mi mineur (2 versions);
- Mozart : Quintettes – Denon Records
- Mozart : Intégrale des CONCERTOS de VIOLON (n°1 à 5 connus + n°6 & n°7 apocryphes & douteux) / adagio en mi mineur+ 2 rondos en Sib et SOL
- Symphonie concertante en mi bémol pour violon & alto
- Ravel : Sonates pour violon et piano ; Sonate pour violon et violoncelle ; Tzigane – Praga
- Schubert : Quatuor à cordes n° 1, D.87/Quintette à cordes en ut, opus 163, D.956 Praga
- Josef Suk père : Quatuor pour piano en la mineur op.1 / Trio Avec piano en do mineur op.2 / Quintette pour piano et cordes, opus 8 / Fantaisie pour violon & orchestre op.24 – Supraphon